# Sylvester Stadler
Sylvester Stadler (ur. 10 grudnia 1910 w Fohnsdorf, zm. 23 sierpnia 1995 w Königsbronn) – niemiecki wojskowy pochodzenia austriackiego, SS-Brigadeführer, generał major Waffen-SS, dowódca 9 Dywizji Pancernej SS. Uczestnik II wojny światowej.

## Życiorys
Kawaler Żelaznego Krzyża Rycerskiego z Liśćmi Dębu i Mieczami (Ritterkreuz des Eisernen Kreuzes mit Eichenlaub und Schwertern).
Był jednym z najmłodszych niemieckich generałów podczas II wojny światowej – miał tylko 34 lata w roku 1945, kiedy wojna się skończyła.

## Odznaczenia
- SS-Ehrenring (20 kwietnia 1937)[1]
- Krzyż Żelazny II Klasy (25 września 1939)[1]
- Krzyż Żelazny I Klasy (26 czerwca 1940)[1]
- Krzyż Rycerski Krzyża Żelaznego (6 kwietnia 1943)[1]
  - Liście Dębu (16 września 1943)[1]
  - Liście Dębu i Miecze (6 maja 1945)[1]
- Złota Odznaka za Walkę Wręcz (12 grudnia 1943)[1]
- Wspomnienie w Wehrmachtbericht (16 lipca 1944)[1]